# 한재승
한재승(2001년 11월 21일 ~ )은 KBO 리그 KIA 타이거즈의 투수, 오스트레일리아 야구 리그 브리즈번 밴디츠의 투수이다.

## NC 다이노스시절
2021년 2차 4라운드 36순위로 입단했다.
2022년 5월 7일 LG 트윈스와의 경기에 구원 등판하며 데뷔 첫 경기를 치렀고, 경기에서 1이닝 무실점을 기록했다. 2022년 시즌에 12경기(10⅔이닝)에 출전해 승패 없이 2홀드 평균자책점 2.53의 성적을 거뒀다.
2023년 시즌 퓨처스리그 올스타전에 선발됐다. 2023년 종료 후 ABL 브리즈번 밴디츠에 파견됐다.

### 2024년 시즌
2024년 3~4월 16경기에 등판해 14이닝 9피안타 16탈삼진 4볼넷 2실점 평균자책점 1.29를 기록했다. 3~4월 구단 투수 MVP로 선정됐다. 전반기 36경기 출장 30이닝 1승 1패 6홀드 34탈삼진 평균자책점 3.90을 기록했다.
후반기 15경기 15 1/3이닝 출장해 1패 10탈삼진 평균자책점 4.11을 기록했다.
2024년 시즌 51경기 출장해 45 1/3이닝 1승 2패 6홀드 44탈삼진 평균자책점 3.97을 기록했다. 전반기에는 필승조로 활약했으나, 후반기에 부진한 모습을 보였다.

## KIA 타이거즈시절
2025년 7월 28일에 김시훈, 정현창과 3:3 트레이드되어 이적하였다.

## 출신 학교
- 인천동막초등학교
- 상인천중학교
- 인천고등학교

## 통산 기록
| 연도 | 팀명  | 평균자책점 | 경기 | 완투 | 완봉 | 승 | 패 | 세 | 홀 | 승률  | 타자 | 이닝 | 피안타 | 피홈런 | 볼넷 | 사구 | 탈삼진 | 실점 | 자책점 |
| ---- | ----- | ---------- | ---- | ---- | ---- | -- | -- | -- | -- | ----- | ---- | ---- | ------ | ------ | ---- | ---- | ------ | ---- | ------ |
| 2022 | NC    | 2.53       | 12   | 0    | 0    | 0  | 0  | 0  | 2  | -     | 54   | 10⅔  | 13     | 0      | 10   | 1    | 11     | 4    | 3      |
| 2023 | NC    | 4.66       | 11   | 0    | 0    | 0  | 1  | 0  | 0  | 0.000 | 44   | 9⅔   | 9      | 2      | 5    | 0    | 10     | 5    | 5      |
| 2024 | NC    | 3.97       | 51   | 0    | 0    | 1  | 2  | 0  | 6  | 0.333 | 201  | 45⅓  | 37     | 2      | 27   | 3    | 44     | 21   | 20     |
| 통산 | 3시즌 | 3.84       | 74   | 0    | 0    | 1  | 3  | 0  | 8  | 0.250 | 299  | 65⅔  | 59     | 4      | 42   | 4    | 65     | 30   | 28     |